# الخطاف الرياضي بالقلعة الكبرى
الخطاف الرياضي بالقلعة الكبرى، هو فريق كرة قدم تونسي من مدينة القلعة الكبرى، تأسس في السنة 1960. ينشط في موسم 2023-2024 في الرابطة التونسية الثالثة مستوى ثاني.

## وصلات خارجية
- صفحة الخطاف الرياضي بالقلعة الكبرى على موقع كوووة.
- الموقع الرسمي للجامعة التونسية لكرة القدم